# Катастрофа L-188 в Нью-Йорке
Катастрофа L-188 в Нью-Йорке — крупная авиационная катастрофа пассажирского самолёта Lockheed L-188A Electra американской авиакомпании American Airlines, произошедшая ночью во вторник 3 февраля 1959 года. Авиалайнер завершал пассажирский рейс из Чикаго в Нью-Йорк, когда при выполнении захода на посадку в аэропорту Ла Гуардия врезался в реку Ист-Ривер и разрушился, при этом погибли 65 человек. Это первое происшествие в истории самолёта Lockheed L-188 Electra.

## Самолёт
Lockheed L-188A Electra с регистрационным номером N6101A (заводской — 1015) согласно официальному отчёту был выпущен 27 ноября 1958 года, то есть его «возраст» составлял всего два с небольшим месяца. Самолёт имел четыре силовых установки, каждая из которых состояла из турбовинтового двигателя Allison 501-D13, оснащённого воздушным винтом модели A6441FN-606 производства Aero Products. Общая наработка лайнера была всего 302 часа.

## Экипаж
Лётный экипаж (в кабине) состоял из двух пилотов и бортинженера:
- Командир воздушного судна — 59-летний Альберт Хант Дьюитт (англ. Albert Hunt DeWitt). В авиакомпании American Airlines с 6 июня 1929 года, имел действующую квалификацию пилота ряда самолётов. Общий лётный стаж составлял 28 135 часов, в том числе 48 часов 13 минут на типе Lockheed L-188 Electra.
- Второй пилот — 33-летний Фрэнк Шопен Хлэвэсек (англ. Frank Schopen Hlavacek). В авиакомпании American Airlines с 29 января 1951 года, имел действующую квалификацию пилота типов Convair CV-240, CV-340 и CV-440. Общий лётный стаж составлял 10 192 часа, в том числе 36 часов 35 минут на типе Lockheed L-188 Electra.
- Бортинженер — 36-летний Уоррен Эдвард Кук (англ. Warren Edward Cook). В авиакомпании American Airlines с 28 июля 1948 года, имел действующую квалификацию бортинженера. Общий лётный стаж составлял 8700 часов, в том числе 81 час 29 минут на типе Lockheed L-188 Electra.

В салоне работали две стюардессы:
- 22-летняя Мэй Маркидис (англ. Mae Markidis). В авиакомпании American Airlines с 7 мая 1957 года.
- 21-летняя Джоан Зеллер (англ. Joan Zeller). В авиакомпании American Airlines с 29 июля 1958 года.

## Катастрофа
Самолёт выполнял пассажирский рейс AA-320 из Чикаго в Нью-Йорк. Всего на борту находились 68 пассажиров, включая одного ребёнка, и 5 членов экипажа. В плане полёта время вылета было указано как 21:00, однако фактически рейс 320 вылетел из аэропорта Мидуэй в 21:54 и затем направился к Нью-Йорку. Полёт проходил в нормальном режиме на высоте 21 000 футов (6400 м) и под контролем автопилота; обогрев трубок Пито был включён на протяжении всего полёта. На подходе к Нью-Йорку авиалайнер попал в зону обледенения, но командир решил, что период воздействия будет относительно коротким, а потому не стал задействовать противообледенительную систему крыла.
В 23:27:55 экипаж в первый раз установил связь с диспетчером аэропорта Ла Гуардия, доложив о полёте на высоте 9000 футов (2700 м) и подходе к пересечению Сомерсет (штат Пенсильвания). В 23:28:43 с борта N6101A доложили о прохождении пересечения Сомерсет, а в 23:33:39 — о пересечении северо-восточной границы воздушного коридора «Amber 7», после чего диспетчер опознал рейс 320 на экране радиолокатора. Лайнер в это время летел со скоростью 175 узлов и с предпосадочным положением закрылков. Затем в 23:34:03 экипаж получил данные о погоде в аэропорту Ла Гуардия по данным на 23:31: сплошная облачность [высотой] 400 футов (120 м), видимость миля с четвертью (1¼), дождь, туман, на юге и северо-западе сообщают о двух милях [видимости], ветер юго-западный [со скоростью] 3 [узла], давление падает, сейчас два девять семь восемь (29,78 дюйма (756 мм) рт. ст.).
В интервале с 23:39:01 по 23:49:35 рейсу 320 были даны указания по изменению курса и высоты для расхождения с другим самолётом — Douglas DC-3, а также направлен на курс, обратный посадочному, и указанием снижаться с 8000 футов (2400 м) до 1500 футов (460 м). Проходя пересечение Ньюарк, второй пилот заметил, что его радиокомпас выдаёт показания с погрешностью 30°, но радиокомпас со стороны командира согласно имеющимся данным работал вполне исправно. В 23:44:39 диспетчер передал экипажу борта N6101A: Приём, последние данные о погоде в Ла Гуардия на тридцать восемь сего часа (23:38), время сейчас — сорок четыре последнего часа (23:44), облачность сплошная на четырёх сотнях (120 м), видимость две мили, небольшой дождь и туман; высотомер два девять девять семь, то есть высотомер два девять семь семь, давление уровня Ла Гуардия — два девять семь. Также в 23:45:43 диспетчер сообщил экипажу, что один самолёт перед ними уже прервал заход. В 23:52:23 с рейса 320 доложили о прохождении Нью-Рошелла, на что диспетчер контроля дал указание переходить на связь с диспетчером взлёта и посадки («Ла Гуардия—башня») на частоте 118,7 МГц и запросить прямой заход на полосу 22.
В 23:53:00 экипаж связался с диспетчером посадки и доложил о прохождении Нью-Рошелла. В это же время авиалайнер под управлением автопилота следовал уже с воздушной скоростью 140 узлов в посадочной конфигурации: выпущены шасси, механизация крыла в посадочном положении. Согласно показаниям второго пилота, радиокомпас со стороны командира был настроен на средний приводной радиомаяк, а радиокомпас со стороны второго пилота — на радиомаяк Нью-Рошелла, но после его прохождения был перенастроен на Ла Гуардия. Со слов бортинженера, второй пилот после перехода на связь с диспетчером посадки изменил настройки высотомеров, а затем провёл перекрёстную проверку высотомеров — высотомеры со стороны обоих пилотов показывали 900 футов (270 м).
В 23:54:37 с борта N6101A доложили о своём местонахождении: 2,8 морских миль (5,2 км) от торца полосы 22 и 4,8 морских миль (8,9 км) от Нью-Рошелла, на что в 23:53:40 диспетчер дал разрешение на снижение к полосе 22 и ожидать дальнейших указаний. Тут второй пилот заметил, как командир кратковременно увеличил скорость снижения до 600—800 футов (180—240 м) в минуту, но затем стабилизировал её до стандартной 200—300 футов (60—90 м) в минуту. Потом второй пилот объявил о высоте 600 футов (180 м). В 23:55:20 диспетчер дал разрешение рейсу 320 выполнять посадку на полосу 22 и предупредил о поверхностном юго-юго-восточном ветре со скоростью 8 узлов. На это в 23:55:27 экипаж подтвердил получение разрешение, доложив «320», что стало последним известным сообщением с борта N6101A. Бортинженер в это время перевёл взгляд на панель командира, где увидел, что барабанный высотомер уменьшил показание высоты с «100» до «000», а стрелочный высотомер при этом показывал значение в 500 футов (150 м). Второй пилот в свою очередь увидел, как находящиеся справа от самолёта красные огни неожиданно начали подниматься уже выше лайнера. Пилот тут же перевёл взгляд на панель и уже хотел было объявить о высоте 500 футов (150 м), как в этот же момент, примерно в 23:55:34 (спустя семь секунд с момента последней связи с диспетчером) летящий в полной темноте авиалайнер врезался в поверхность реки Ист-Ривер на удалении 4891 фут (1491 м) от торца полосы 22 и в 610 футов (186 м) правее продолжения её оси.
При ударе о воду стойки шасси вырвало из ниш вместе с приводом, части крыла отделились, низ фюзеляжа раздробило, а сам фюзеляж разорвало на четыре части. Освещение в салоне горело, но его было недостаточно, чтобы пассажиры смогли прочитать инструкции по открыванию двери. Из-за этого стюардессе пришлось подсказывать, как надо открывать эти двери. Шум катастрофы услышали капитаны находящихся поблизости речных буксиров, которые сразу направились к месту падения. Были спасены 10 человек, но позже 2 из них умерли в больницах от полученных травм. Всего в результате происшествия погибли 65 человек: командир экипажа Дьюитт, стюардесса Маркидис и 63 пассажира.
Катастрофа борта N6101A стала первым происшествием в истории самолёта Lockheed L-188 Electra.

## Расследование
По имеющимся данным вскоре после вылета командир включил автопилот, который далее на протяжении всего полёта, вплоть до захода на посадку, был включён по управлению курсом полёта. Из погрешностей при выполнении полёта можно отметить то, что экипаж, следуя по воздушному коридору «Амбер 7», отклонился от него вплоть до пересечения «Спаркхилл». Также радиокомпас со стороны второго пилота давал показания с отклонением в 30°, захват радиомаяка курсо-глиссадной системы правым радиокомпасом произошёл лишь после пересечения Нью-Рошеля, а сама реакция экипажа на выдаваемые диспетчером подхода инструкции была какой-то замедленной. Но в целом полёт до Нью-Йорка и подход были выполнены без существенных отклонений.
Согласно данным метеонаблюдений, сделанных в районе Ла Гуардии и Нью-Рошелла, экипаж не мог наблюдать землю на высоте более 400 футов (120 м), но, и это подтверждается показаниями очевидцев, снижение для захода на посадку было начато с высоты 820 футов (250 м) над уровнем моря. Один из очевидцев утверждал, что самолёт пролетел приводной радиомаяк на высоте всего 100 футов (30 м). Но следователи пришли к мнению, что это чересчур заниженная оценка, раз, снижаясь к аэродрому, авиалайнер до реки не зацепил других препятствий, а высота на самом деле в тот момент составляла больше 300 футов (91 м), но не выше 400 футов (120 м). 16 июня 1959 года были проведены лётные испытания самолёта Lockheed Electra борт N6113A, также авиакомпании American Airlines, взлётный вес которого составлял 97 192 фунта (44 086 кг). Моделируя ситуацию с рейсом 320, было определено, что вертикальная скорость снижения составляла примерно 400 футов (120 м) в минуту, раз пилоты не заметили снижения под высоту 400 футов. Исходя из показаний выживших членов лётного экипажа, самолёт сперва снижался с вертикальной скоростью 600—800 футов в минуту, которую после снизили до 200—300 футов в минуту и сохраняли её на протяжении оставшегося пути до столкновения с водой.

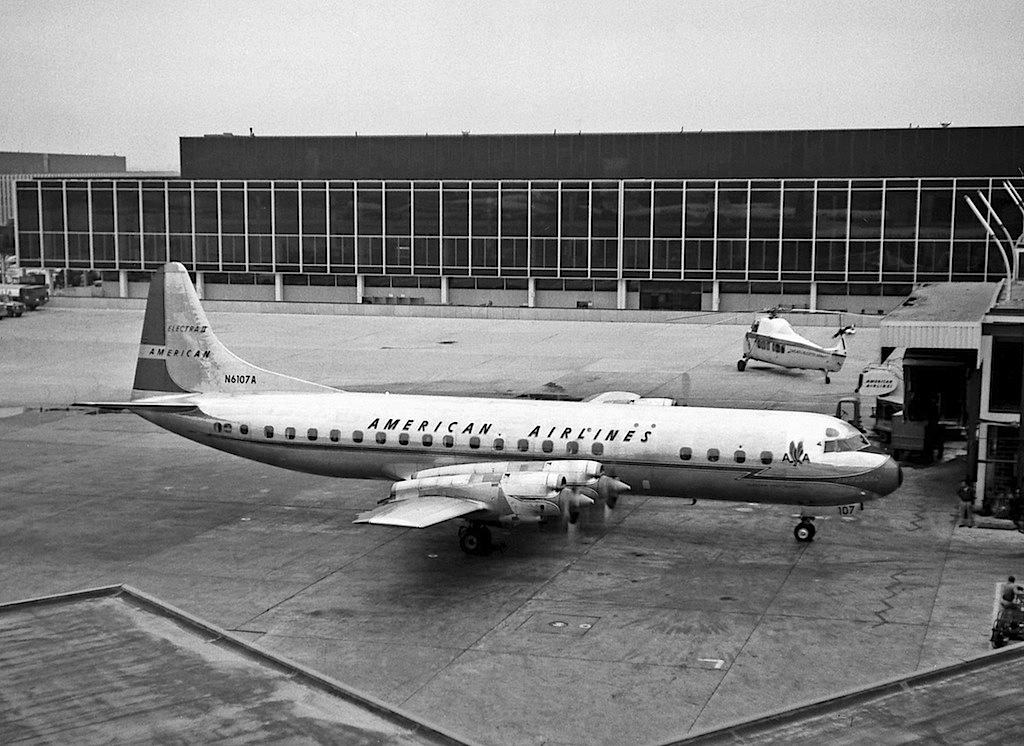
Lockheed L-188A борт N6107A

Далее были начаты проверки высотомеров и связанных с ними систем самолёта. Рассматривалось влияние турбулентности, создаваемой выпущенной передней стойкой шасси, обледенения фюзеляжа, попадание внутрь воды при полёте в дождь, либо во время мойки самолёта. Испытание в условиях обледенения проводилось с использованием воздушного танкера американских ВВС, с которого сбрасывалась вода для имитации осадок. Было обнаружено, что отложение льда на самолёте не влияет на показания высотомеров, даже при интенсивном обледенении. Далее 7 высотомеров как на приборной панели, так и отдельно, прошли испытания на вибрацию, которые длились 500 часов и показали, что приборы продолжали нормально работать. Проверяли и варианты с забиванием трубок Пито роем насекомых, а также различным мусором при различных скоростях. Самая большая погрешность, которую удалось получить, было завышение показаний на 285 футов (87 м) при снижении близ уровня моря, но для этого фильтр пришлось покрыть слоем турбинного масла.
Вообще ранее по барабанным высотомерам на самолётах L-188 компании American Airlines уже был ряд замечаний относительно их работы:
- 7 февраля 1959 года при полёте в условиях дождя на самолёте, следующем в Форт-Уэрт, наблюдалось «залипание» высотомера один раз на высоте 2350 футов (720 м) и дважды на 12 320 футов (3760 м). Техническая экспертиза высотомера показала, что причиной оказалось заедание в зубчатой передаче, после устранения которого прибор стал работать нормально. Заводская пломба была сломана, из-за чего нельзя было определить дату выпуска прибора.
- Борт N6107A выполнял посадку в Детройте, когда третий (дополнительный) высотомер «залип» на 1300 футов (400 м). 3 апреля 1959 года прибор сняли, но он тут же стал выдавать нормальные показания. Техническая экспертиза показала, что высотомер работает удовлетворительно.
- После 3 февраля 1959 наблюдалось ещё 12 случаев неправильной работы высотомеров барабанного типа. Так в пяти случаях показания «зависали» на значениях свыше 9000 футов (2700 м), один постоянно показывал 600 футов (180 м) (причиной стал излом соединительного шланга), два прибора заедали из-за отсутствия смазки, один отставал в показаниях, ещё один имел погрешность в 1000 футов (300 м), в остальных случаях подробности неизвестны.

По этим случаям, однако, нельзя было составить общую картину для полной оценки работы высотомеров барабанного типа. Проверка высотомеров разбившегося борта N6101A не смогла найти на них признаки повреждений, которые не были вызваны ударом о воду и нахождением в солёной воде.

### Вероятные причины
На основании имеющихся данных были рассмотрены следующие возможные причины:
Двойной отказ высотомеров
На борту N6101A с момента выпуска были установлены два высотомера барабанного типа, каждый из которых имел налёт 302 часа, на протяжении которых работал удовлетворительно. Второй пилот и бортинженер в своих показаниях заявили, что высотомеры работали нормально на протяжении всего подхода, но перед самым столкновением они показывали высоту 500 футов (150 м). То есть получается, что высотомеры не «залипали», а отставали в показаниях на 500 футов. Но ранее ни разу не наблюдалось случая, чтобы разница в отставании показаний была настолько велика. При этом каждый высотомер имеет отдельную систему трубок, включая приёмники воздушного давления, а вероятность, что в обоих этих системах возникнет одинаковое нарушение, из-за чего оба высотомера будут одинаково отставать, настолько мала, что практически нереальна. На основании этого следователи признали, что двойного отказа высотомеров на самом деле не было.
То, что выжившие члены лётного экипажа указывали на показание в 500 футов перед ударом, шло вразрез с выводом об исправных приборах, но здесь стоит принять во внимание, что, с точки зрения психологии, показания выживших в данной ситуации не стоит воспринимать всерьёз. И второй пилот, и бортинженер при катастрофе получили ранения да и вообще находились в шоковом состоянии, а потому их показания могли иметь ошибки. Ведь выполнение стандартных процедур при выполнении посадки было настолько обыденным, что часть этой информации попросту не сохранилась в их памяти. В результате при даче показаний экипаж, сам того не замечая, мог заполнить эту пустоту на подсознательном уровне случаями предыдущих заходов на посадку, которые выполнялись без отклонений.
Отказ одного высотомера
В отличие от двойного отказа высотомеров, отказ одного высотомера уже имеет практическую вероятность. При варианте с отказом высотомера со стороны второго пилота это согласуется с его заявлением о высоте 500 футов перед ударом о воду. Но ведь у командира, который на данном этапе и выполнял пилотирование, был свой высотомер, который в этом случае должен был быть исправен. Таким образом получается, что если и был отказ одного из высотомеров, то вероятнее всего это был высотомер командира. Но точно определить, что на борту был отказ одного высотомера, следователи не смогли. Хотя второй пилот сообщил о том, что удар о воду произошёл вскоре после прохождения высоты 600 футов (180 м), следователи посчитали, что этот временной интервал на самом деле был гораздо больше. Заход выполнялся ночью в облаках, а в районе реки Ист-Ривер мало огней, поэтому при подходе к высоте 500 футов (150 м) второй пилот мог сосредоточиться на радиокомпасе, чтобы сохранять посадочный курс. Далее в процессе снижения самолёт вышел из облаков, после чего второй пилот попытался сориентироваться на определении местонахождения на местности, перестав следить за приборами, нарушив стандартные процедуры выполнения захода.
До высоты 600 футов и при её прохождении пилоты проводили перекрёстную проверку высотомеров, то есть до этой высоты оба высотомера работали нормально, так как ранее уже было сказано, что оба одновременно отказать не могли. Таким образом, отказ высотомера со стороны командира мог произойти только после прохождения высоты 600 футов. Техническая экспертиза не смогла найти признаков отказа высотомера, а потому природу отказа высотомера со стороны командира, если он действительно имел место, следователи не смогли. Единственным свидетельством отказа высотомера со стороны командира являлись показания бортинженера, который наблюдал на приборе показание в 500 футов, причём после того, как второй пилот объявил о достижении 600 футов, а боковое зрение в этот момент зафиксировало, как в боковом окне промелькнули огни, а значит, самолёт уже находился очень низко. Вероятно, из-за отказа высотомера со стороны командира экипаж мог начать преждевременное снижение, которое не заметил второй пилот. Что до настроек, то высотомер со стороны командира имел настройку «29,83» при фактическом «29,75», а диспетчер передавал настройку «29,77». Из-за такой настройки высотомер командира завышал показания примерно на 80 футов (24 м), а с учётом вероятной ошибки до 45 футов (14 м) из-за влияния приземного слоя воздуха прибор мог завышать показания до 125 футов (38 м). Версию о преждевременном снижении могут подтверждать показания очевидцев, согласно которым следователи определили высоту прохождения дальнеприводного маяка как 300—400 футов.
Ошибка при чтении высотомеров
Есть вероятность, что экипаж неверно считывал показания высотомеров относительно нового типа, из-за чего неверно понимал свою высоту относительно местности. Ранее уже были случаи, когда пилоты неверно читали индикатор тысяч футов, что приводило к погрешности в 1000 футов (300 м). Но в данном случае пилоты осознавали снижение под 1000 футов (300 м), а потому в данном случае могло иметь место неверное чтение сотен футов, чему способствовало приглушённое освещение кабины. Хотя высотомер со стороны командира из-за неправильной настройки давления завышал показания на 80 футов, но в данной ситуации это не было существенным фактором. Также было отмечено, что командир при прохождении пятичасового курса для получения квалификации на «Электру» проходил занятия на тренажёре, на котором был установлен трёхзначный высотомер системы Бендикс, отличающийся от высотомера барабанного типа, обычно устанавливающегося на L-188.
Ошибка при чтении индикатора вертикальной скорости
На Lockheed Electra был применён новый индикатор вертикальной скорости, который по сравнению с предыдущими выдавал показания практически без задержки. Однако ещё одним важным отличием было увеличение значений на шкале почти в три раза. То есть если на предыдущих индикаторах направленная вертикально вниз стрелка означала снижение с вертикальной скоростью около 900 футов (270 м) в минуту, то для новых индикаторов это означало скорость снижения около 2300 футов (700 м) в минуту. В условиях такого важного этапа, как заход на посадку, опытные пилоты часто лишь на доли секунды бросают взгляд на индикатор вертикальной скорости и по одному только отклонению стрелки определяют вертикальную скорость. Есть вероятность, что выполняя снижение с вертикальной скоростью 350 футов в минуту, командир ориентировался лишь по углу отклонения стрелки, не обращая внимания на цифры. В этом случае фактическая вертикальная скорость снижения на самом деле бы составляла 700—1000 футов, что с учётом вероятной ошибки в чтении показаний высотомера могло привести к быстрой потере высоты. Конечно, в этом случае авиалайнер в результате крутого снижения должен был разогнаться быстрее 140 узлов, но хотя экипаж и докладывал о скорости 140 узлов, проведённые лётные испытания показали, что фактическая скорость рейса 320 на самом деле была несколько выше. Также при крутом снижении наклон самолёта к горизонту должен был быть несколько больше, но при полёте ночью в сложных погодных условиях экипаж мог этого и не заметить, так как больше волновался о сохранении посадочного курса.
Неверное выполнение захода на посадку по приборам
Все Lockheed Electra авиакомпании American Airlines были оборудованы автопилотом модели PB-20E, который позволял выполнять под контролем автоматики весь полёт, начиная от набора высоты и заканчивая заходом на посадку. Также если аэропорт имел необходимое курсо-глиссадное оборудование, автопилот позволял выполнить посадку в полностью автоматическом режиме. В случае с аэропортом Ла Гуардия там не было радиооборудования для наведения на глиссаду, а потому автопилот мог только удерживать курс посадки. Согласно показаниям второго пилота и бортинженера, командир и использовал автопилот лишь как подсказку для сохранения курса, а самолётом управлял сам с помощью штурвала и педалей руля направления. Изучив историю командира Дьюитта, следователи обнаружили, что тот не раз уже выполнял заход по приборам в аэропорту Ла Гуардия на самолётах других типов, а также несколько раз имитировал заход по приборам на «Электре», но не удалось обнаружить ни одного свидетельства, что он хотя бы раз на «Электре» выполнял заход в аэропорт Ла Гуардия при реальных приборных условиях.
Центр поля рассеивания обломков находился на удалении 4891 фут (1491 м) от торца полосы 22 и на 610 футов (190 м) правее продолжения её осевой линии. Авиагоризонт и индикатор курса при этом показывали боковое отклонение. Отклонение вбок было значительным, а это могло означать только то, что пилоты на самом деле не выдерживали посадочный курс. Радиокомпасы командира и второго пилота были найдены, а их показания составляли соответственно 205° и 219°. Есть вероятность, что при ударе о воду самолёт повернуло, что привело к отклонению показаний, но какой прибор и в какой момент перестал работать, следователи определить не смогли. Рассматривался также вариант, что самолёт на самом деле снесло в сторону течением, но в районе основного расположения обломков были обнаружены такие тяжёлые узлы, как двигатели, которые тонут практически сразу. Исходя из этого было определено, что если дрейф обломков и имел место, то был незначительным. Проверив частоты радиокомпасов, было определено, что радиокомпас командира был настроен на частоту посадочного радиомаяка аэропорта, а радиокомпас второго пилота — на частоту, близкую к частоте приводного радиомаяка.
Малый опыт пилотирования
При прохождении Нью-Рошелла на высоте 1500 футов авиалайнер следовал с выпущенными в положение подхода закрылками и с включённым на удержание курса автопилотом. Пройдя Нью-Рошелл, пилот выпустил шасси, после чего начал снижение с вертикальной скоростью 350 футов (110 м), но имея за плечами 28 тысяч лётных часов и достаточно малый стаж на «Электре», он ориентировался лишь по углу отклонения стрелки индикатора вертикальной скорости, не заметив, что фактическая скорость снижения составляла 900—1000 футов (270—300 м) в минуту. Из-за некорректной настройки давления высотомер со стороны командира завышал показания примерно на 125 футов (38 м), а использование автопилота приводило к тому, что корректировка высоты и курса происходила гораздо медленнее, чем необходимо при пилотировании «на руках». При прохождении приводного радиомаяка высотомер командира показывал 600 футов (180 м), что фактически означало высоту менее 500 футов (150 м) относительно уровня моря. Также при прохождении дальнего привода был опущен нос самолёта, переведя его в снижение со скоростью 250 футов (76 м) в минуту, чтобы выйти из облаков и перейти на визуальный полёт. Когда лайнер снизился под 400 футов (120 м) и вышел из облаков, второй пилот с бортинженером стали искать огни. Командир же, ориентируясь на показание высотомера в 400 футов, фактически же снизился до высоты менее 300 футов (91 м) над водой. Так как минимальная высота перед входом в глиссаду была установлена как 350 футов (110 м), командир с учётом погрешности высотомера фактически снизился до 225 футов (69 м). Далее, попытавшись прочитать в полумраке показания высотомера, он ошибочно определил показания как 250—300 футов, впереди огни, ориентируясь на которые выровнял самолёт. На самом деле эти огни были расположены на дамбе, находящейся перед аэропортом, и имели наклон 3—5°. Будучи дезориентирован в темноте, пилот, ориентируясь по этим огням, сам не заметил, как перевёл самолёт в едва заметное снижение. Через несколько секунд снижающийся «Локхид» правой стойкой шасси и правой плоскостью крыла врезался в воду.

## Причины катастрофы
Причиной катастрофы была названа ошибка экипажа, который снизился под безопасную высоту. Это произошло из-за того, что пилоты целиком сосредоточились на рассмотрении местности, при этом в нарушение правил по выполнению захода они перестали следить за приборами, тем самым не контролируя по ним своё фактическое нахождение и высоту над местностью.
Способствовали катастрофе следующие факторы:
1. Малый опыт экипажа на данном типе самолёта;
2. Неверное использование автопилота при выполнении подхода;
3. Неправильная настройка высотомера командира;
4. Неблагоприятные погодные условия в районе захода на посадку;
5. Вероятно, неверное чтение показаний высотомеров и индикатора вертикальной скорости;
6. Оптическая иллюзия относительно высоты и местонахождения самолёта при ориентировании по немногим огням в районе захода на посадку.

### Комментарии
1. ↑  Здесь и далее указано Североамериканское восточное время (EST)